# Богатиња
Богатиња (пољ. Bogatynia) град је у Пољској у доњошлеском војводству у згожелецком повјату. У изворима се први пут помње у XIV веку. Богатиња је једна од најбогатијих општина у Пољској, на њеном терену се налази рудник угља као и електрана у којој је запошљено око 7 хиљада људи. 
Првобитно власништво Краљевине Чешке, прешло је на Јаворско војводство у фрагментираној Пољској 1319. године, поново у Бохемију 1346. Током Великог северног рата опљачкале су га трупе Шведског царства.
Поштеђен од оштећења током Другог светског рата, спровођењем линије Одер-Нејсе према послератном Потсдамском споразуму, прешао је у руке Пољске и добио је градску повељу. Дакле, то је једина општина у Пољској која до 1945. није била део Пруске (већ Слободне Државе Саксоније). Од 1945. до 1947. сви немачки становници су протерани.
8. августа 2010. река Медзианка је поплавила цео централни део града, наневши велику штету и уништивши неколико историјских објеката. Узрок поплаве била је изузетно јака киша. Двоје људи је умрло.

## Становништво
| 2021.  |
| ------ |
| 16.460 |